# Hiroki Azuma
Hiroki Azuma (東 博樹 Azuma Hiroki?,  nacido el 10 de julio de 1966 en Kioto) es un exfutbolista japonés. Jugaba de defensa y su último club fue el Vissel Kobe de Japón.

## Trayectoria

### Clubes
| Club             | País  | Año         |
| ---------------- | ----- | ----------- |
| Gamba Osaka      | Japón | ???? - 1993 |
| Yokohama Flügels | Japón | 1994 - 1995 |
| Vissel Kobe      | Japón | 1996 - 1997 |